# Guer
Guer é uma comuna francesa na região administrativa da Bretanha, no departamento Morbihan. Estende-se por uma área de 52,2 km². Em 2010 a comuna tinha 6 434 habitantes (densidade: 123,3 hab./km²).
A comuna de Guer compreende a povoação de Coëtquidan-Bellevue, onde se encontram as Escolas militares de Saint-Cyr Coëtquidan (ESCC), que integram a famosa academia militar francesa de Saint-Cyr. O trocadilho com “guerre” (guerra) é pois um tema de brincadeira habitual. 